# Utskott
Ett utskott är en mindre del av en beslutande församling med en särskild uppgift, ofta att förbereda beslut som senare ska tas i den beslutande församlingen som helhet.